# Chiesa di San Giovanni Battista (Moretta)
La chiesa di San Giovanni Battista è la parrocchiale di Moretta, in provincia di Cuneo e arcidiocesi di Torino; fa parte del distretto pastorale Torino Sud-Est.

## Storia
La prima citazione di una chiesa a Moretta dedicata a San Giovanni, dipendente dalla pieve di Murello, risale al XIV secolo.
Nel 1412 la funzione di parrocchiale risultava svolta non più da questo luogo di culto, ma dalla chiesa di Santa Maria del Borgo.
Questo edificio venne sostituito all'inizio del XVIII secolo dalla nuova parrocchiale barocca, disegnata dall'ingegnere Carlo Gerolamo Re e portata a compimento nel 1717.
Negli anni ottanta la chiesa fu adeguata alle norme postconciliari mediante l'aggiunta dell'ambone e dell'altare rivolto verso l'assemblea; nel 1995 le coperture furono interessate da un intervento di manutenzione e nel 2018 si provvide a restaurare il portale d'ingresso.

## Descrizione

### Esterno
La concava facciata a salienti della chiesa, rivolta a ponente, è suddivisa da una cornice marcapiano in due registri, entrambi scanditi da lesene; quello inferiore presenta il portale d'ingresso, sormontato da un timpano semicircolare, mentre quello superiore, più stretto, è caratterizzato da un affresco con soggetto San Giovanni Battista e coronato dal timpano triangolare.
Annesso alla parrocchiale è il campanile a base quadrata, la cui cella presenta su ogni lato una monofora a tutto sesto affiancata da paraste ed è coperta dal tetto a quattro falde.

### Interno
L'interno dell'edificio si compone di un'unica navata, sulla quale si affacciano sei cappelle laterali, introdotte da archi a tutto sesto, e le cui pareti sono scandite da lesene sorreggenti la trabeazione modanata e aggettante sopra la quale si imposta la volta a botte unghiate; al termine dell'aula si sviluppa il presbiterio, delimitato da balaustre, ospitante l'altare maggiore e chiuso dall'abside. 